# 乌什 (卢瓦尔省)
乌什（法語：Ouches，法語發音：[uʃ]）是法国卢瓦尔省的一个市镇，属于罗阿讷区。

## 地理
乌什（46°0'58"N, 3°59'15"E）面积10.12 平方千米，位于法国奥弗涅-罗讷-阿尔卑斯大区卢瓦尔省，该省份为法国中南部省份，北起顺时针与索恩-卢瓦尔省、罗讷省、伊泽尔省、阿尔代什省、上盧瓦爾省、多姆山省和阿列省接壤。
与乌什接壤的市镇（或旧市镇、城区）包括：普伊莱诺南、维勒雷、朗蒂尼、里奥尔日、圣阿尔邦莱索、圣安德烈达普雄。

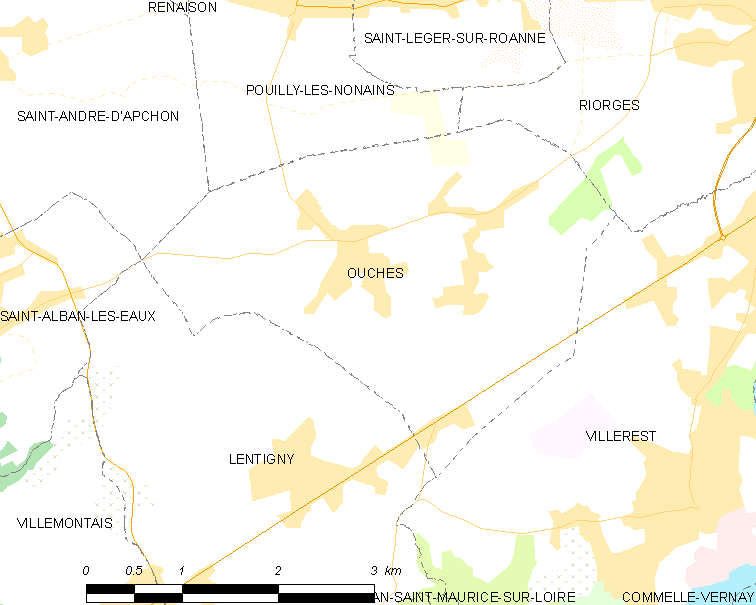
的OSM定位图

乌什的时区为UTC+01:00、UTC+02:00（夏令时）。

## 行政
乌什的邮政编码为42155，INSEE市镇编码为42162。

## 政治
乌什所属的省级选区为勒奈松县。

## 人口

1962-2008年间人口变化图示

乌什于2022年1月1日时的人口数量为1150人。